# Руська правда (Павло Пестель)

Титульний лист Руської правди Павла Пестеля

«Руська правда» (оригінальна назва рос. «Русская Правда или Заповедная Государственная Грамота Великого Народа Российского, служащая заветом для усовершенствования Государственного устройства России и содержащая верный наказ как для народа, так и для Временного Верховного Правления») — програмний документ Південного товариства декабристів, створений Павлом Пестелем. Як і «Конституція» Микити Муравйова, — важливе джерело для дослідження політичних поглядів декабристів і самого декабристського руху; ідейний пам'ятник революційної організації, політичного і революційного минулого першої чверті XIX сторіччя.

## Історія створення

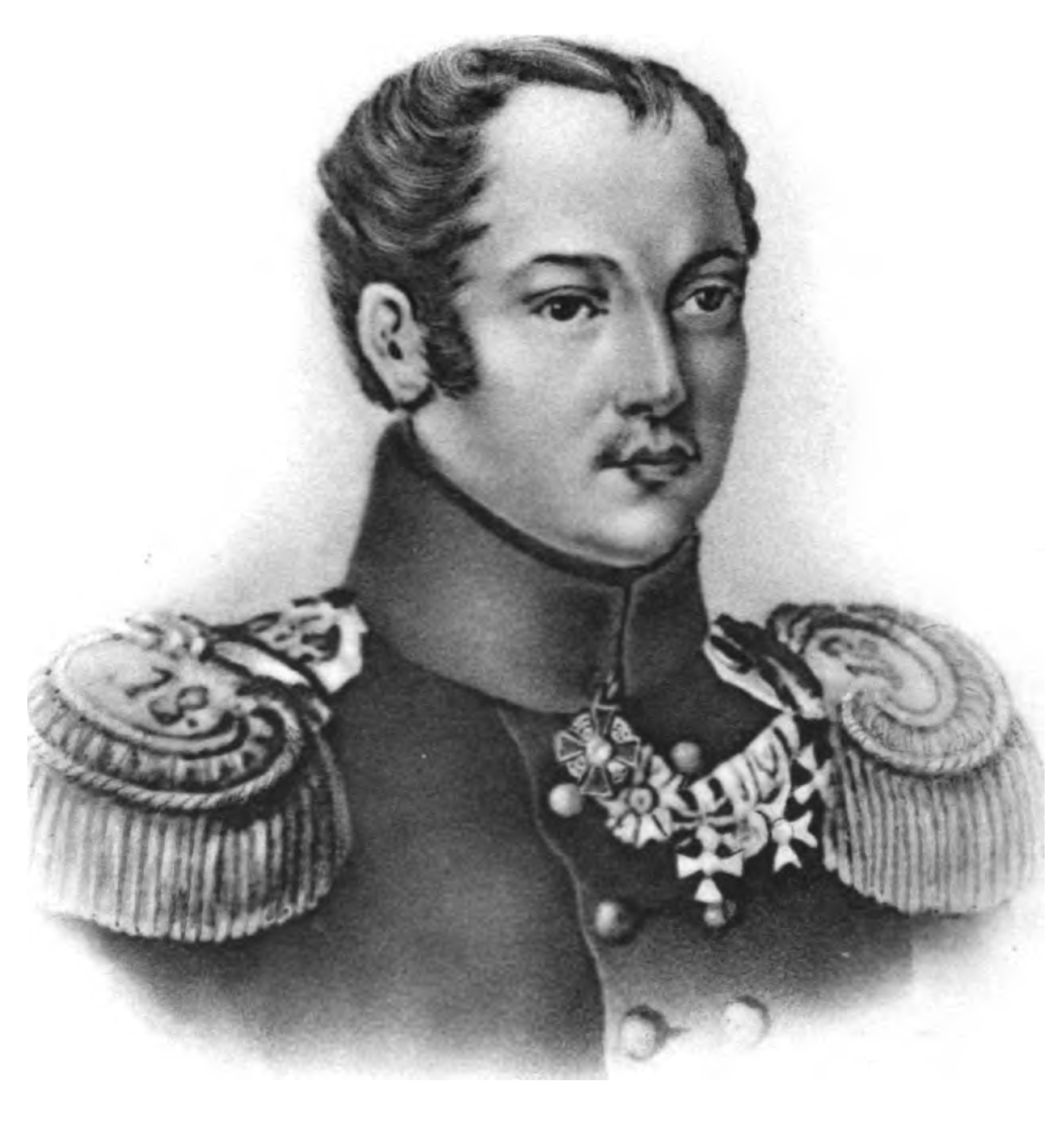
Пестель Павло Іванович

Своєму проєкту «Руська правда» Пестель дав назву на честь стародавнього законодавчого пам'ятника Київської Русі в 1824 році до того часу проєкт не мав назви. Конституційний проєкт Пестеля був результатом тривалої та наполегливої праці. Робота над проєктом тривала впродовж десяти років. Пестель зібрав велику бібліотеку політичної літератури, його проєкт свідчить, що він був обізнаний щодо розвитку світової політичної думки другої половини XVIII — початку XIX сторіч.
Конституційний проєкт Пестеля неодноразово обговорювався на засіданнях Південного товариства і до безпосередньої праці над текстом залучались окремі його члени. Юшневський Олексій Петрович на слідстві зізнався що він виправляв стиль «Руської Правди», одну з глав було доручено написати Муравйову-Апостолу Сергію Івановичу. На Київському з'їзді 1823 року основні положення проєкту були обговорені та одностайно затверджені керівниками Південного товариства.
У «Руській правді» планувалось створити 10 розділів:
1. про межі держави;
2. про різні племена, що населяють Російську імперію;
3. про стан суспільства;
4. про народ і відношення його до політичного і суспільного устрою, пропонованого проєктом;
5. про народний і громадянський стани;
6. про Верховне правління;
7. про місцеву владу;
8. про влаштування безпеки в державі;
9. про уряд та добробут у державі;
10. наказ для створення зводу законів в державі.

Написані та остаточно відредаговані тільки два перших розділи і більша частина третього, четвертий і п'ятий були написані на чернетці. Останні п'ять розділів зовсім не написані, збереглися тільки підготовчі матеріали. Знищення абсолютизму і відміна кріпацтва — основні питання політичної ідеології декабристів.

## Скасування кріпацтва та земельне питання
Пестель вважав кріпацтво ганебною справою, противною людству.
«Руська правда» проголошувала рішуче та повне знищення кріпацтва. Пестель високо цінував особисту свободи людини. Визволення селян без землі, тобто надання їм тільки особистої свободи, вважав уявним визволенням. Пропонував визволення селян з землею. Аграрний проєкт докладно розроблено в «Руській правді». Вся земля сільськогосподарського призначення в кожній волості поділяється на дві частини: перша частина є суспільною власністю, вона направляється в общинний розподіл між всіма хто бажає займатися землеробством, вона не може виступати об'єктом купівлі-продажу. Друга частина землі — приватна власність. Общинна частина поділяється між волостними общинами. Кожного громадянина майбутньої республіки повинно бути приписано до якоїсь волості. І має право коли завгодно отримати земельний наділ, що йому належить. На думку Пестеля це гарантувало населенню захист від голоду і злиднів. Друга частина землі знаходиться у приватній власності, частково може належати і державі. Кожний росіянин, який бажає розширити своє земельне господарство може купувати землю із другої частини. Необхідним для здійснення свого проєкту вважав відчуження землі у поміщиків двома шляхами: за винагороду і мала місце конфіскація. При повному знищенні кріпацтва, землеволодіння поміщика частково зберігалося(не більше 5 тисяч десятин). Винагороду за землю, яка відходила селянам, поміщики отримували від держави. Таким був проєкт знесення кріпацтва Павла Пестеля.

## Права громадян
Павло Пестель — переконаний противник самодержавства, його він називав тиранією. Самодержавство за проєктом ліквідовувалося і фізично знищувався весь царський рід. Пестель — прихильник царегубства. «Руська правда» проголошувала республіку.
Всі стани в державі знищувалися, ліквідовувалися всі соціальні привілеї. Проголошувалась рівність всіх перед законом. Визнавалось право кожного громадянина на участь в державних справах. Гільдії, цехові об'єднання знищувалися.
Громадянського повноліття росіяни по проєкту досягали в 20 років. Усі громадяни чоловічої статі, досягнув 20 років, отримували виборчі права. Жінкам виборче право не надавалось. Проєкт не передбачав наявність майнового чи інших цензів. Передбачалась свобода друку та свобода віросповідання.
Запроваджено гласний суд присяжних рівний для усіх громадян. Проголошувались священне право приватної власності і повна свобода занять для населення, свобода торгівлі. Пестель виступав за широкий розвиток промисловості в Росії.

## Державний устрій
Пестель виступав проти федеративного устрою держави, прибічник єдиної республіки з сильною централізованою владою.
Республіка була розподілена на губернії, які в свою чергу ділились на повіти, а повіти — на волості. Кожний рік проходили волостні збори всіх мешканців волості, які обирали своїх депутатів до: волостних зборів, повітових зборів, губернських чи окружних зборів. До місцевих органів влади вибори були прямими. Окружні збори обирали преставників до вищого законодавчого органу — Народного Віче. Таким чином, вибори до Народного Віче були двохступеневі.
Народне Віче — вищий орган законодавчої влади в державі, однопалатний. Обиралось Віче на 5 років. Щороку переобиралась одна п'ята частина депутатів. Тільки Народне Віче мало право приймати закони, оголошувати війну, укладати мир. Ніхто не мав права розпускати Народне Віче.
Виконавча влада в Росії належала б Державній думі. Склад Державної думи — 5 членів, обраних Вічем на 5 років. Щороку переобирався один член думи. Обов'язки голови виконував той, хто працював останній (5-й) рік.
Кордони Російської республіки повинні були за проєктом розширитися до своїх «природних» меж. Національному питанню Пестель не надавав значення, право відділення від Росії інших національностей не визнавав. Усі народи, які населяли Російську державу повинні були злитися в єдиний руський народ і втратити свої національні особливості, а населення України вважав за істинних росіян. Усі народи незалежно від національності отримували рівні політичні права, але одночасно пропонувались дуже жорсткі заходи проти кавказьких народів. Пестель пропонує поділити усі кавказькі народи на два разряди — мирні і «буйні», перших залишити на їхніх землях, надати їм російське правління, а других примусово переселити малими групами по усім руським волостям. Він вважав бажаною і християнізацію неруських народів.
Що стосується Польщі, Пестель Павло Іванович визнавав за нею право на відділення від Росії, але тільки за наступних умов: в Польщі здійснюється революція і проголошується республіка на принципах «Руської правди».
Столицею Російської республіки мав стати Нижній Новгород.